# 奥古斯特·德沃夏克
奥古斯特·德沃夏克（英語：August Dvorak，/ˈdvɔɹʒɑk/, ˈdvɔɹʒæk/，1894年5月5日—1975年10月10日），是一名美國教育心理學家，在華盛頓州的西雅圖擔任華盛頓大學教授。他和威廉·迪利（William Dealey）因於1930年代發明了德沃夏克鍵盤作為QWERTY鍵盤的替代布局而著名。1940年代，他又設計了單手鍵盤。
奥古斯特·德沃夏克和捷克作曲家安東尼·德沃夏克（Antonín Leopold Dvořák）是遠親。他和Dealey、Nellie Merrick、Gertrude Ford寫了《打字行為論》一書，專探討打字的心理學與生理學。

## 外部連結
- Photograph: August Dvorak and typing class at University of Washington, Seattle (November 14, 1932)
- Dvorak Keyboard Claims （页面存档备份，存于）
- Dvorak Keyboard Magazine（页面存档备份，存于）
- Dvorak keyboard layout, Spanish variant